# ديفيد ويلكينز
ديفيد ويلكينز هو دبلوماسي ومحامي وسياسي أمريكي، ولد في 12 أكتوبر 1946. نشط حزبياً في الحزب الجمهوري. وقد انتخب عضو مجلس نواب كارولاينا الجنوبية ‏ وانتخب سفير الولايات المتحدة لدى كندا ‏ (29 يونيو 2005 – 20 يناير 2009).